# Cristești (Brăești), Iași

Cristești este un sat în comuna Brăești din județul Iași, Moldova, România.